# Stabat Mater (Poulenc)
Stabat Mater Francise Poulenca je zhudebnění hymnu Stabat Mater pro sólový soprán, smíšený sbor a orchestr.

## Okolnosti vzniku
Poulencovo zhudebnění Stabat Mater vzniklo v roce 1950 jako reakce na smrt skladatelova přítele designéra Christiana Bérarda. Původně uvažoval o napsání rekviem, ale poté, co se zúčastnil poutě k Černé Rocamadourské Madonně, si vybral starý středověký text Stabat Mater Jacopone da Todiho.
Skladba, komponovaná pro sólový soprán, smíšený sbor a orchestr, měla premiéru v roce 1951 na Štrasburském festivalu. Byla dobře přijata v celé Evropě a v USA získala cenu newyorských kritiků za nejlepší sborové dílo roku.

## Struktura
Stabat Mater je rozdělen na 12 částí, které se výrazně liší svým charakterem (od chmurných a závažných po lehkovážné).
- Stabat mater dolorosa (Très calme)
- Cujus animam gementem (Allegro molto - Très violent)
- O quam tristis (Très lent) a cappella
- Quae moerebat (Andantino)
- Quis est homo (Allegro molto - Prestissimo)
- Vidit suum (Andante) soprano solo
- Eja mater (Allegro)
- Fac ut ardeat (Maestoso) a cappella
- Sancta mater (Moderato - Allegretto)
- Fac ut portem (To. de Sarabande)
- Inflammatus et accensus (Animé et très rythmé)
- Quando corpus (Très calme) soprano solo

## Instrumentace
Pikola, 2 flétny, 2 hoboje, anglický roh, 2 klarinety, basový klarinet, 3 fagoty, 4 lesní rohy, 3 trumpety, 3 trombóny, tuba, 2 harfy, smyčcové nástroje, sólový soprán, sbor.